# Romance com Safadeza
"Romance com Safadeza" é uma canção dos cantores brasileiros Wesley Safadão e Anitta. Foi lançada nas plataformas digitais e rádios no dia 13 de abril de 2018 pela Som Livre.

## Videoclipe
Gravado em Fortaleza, as filmagens do clipe ocorreram em 19 de março de 2018. Os influenciadores digitais John Drops, Rica de Marré, Jéssica Dantas e Kaio Oliveira participaram do projeto, que teve a direção de Mess Santos. O lançamento ocorreu em 13 de abril de 2018 primeiramente no Vídeo Show da Rede Globo e logo depois no canal oficial do cantor no YouTube. No mesmo dia, o artista apresentou o programa TVZ do canal Multishow e o videoclipe foi exibido novamente.
A história de “Romance com Safadeza” começou no ano passado, quando Wesley recebeu a faixa de parceiros e decidiu que a cantora seria a pessoa ideal para compartilhar o novo trabalho. “Este clipe está muito especial, ainda mais por ter sido gravado com essa grande parceira que é a Anitta. Assim que eu ouvi essa música pela primeira vez, achei muito a cara dela e estou muito feliz que ela topou gravar comigo. Tenho certeza que será um grande sucesso e que o Brasil inteiro vai curtir nas baladas, em casa e muitos casais vão se identificar”, comenta Wesley. “É uma honra e com muito carinho que gravei este clipe e esta música, que é uma delícia. Safadão me convidou desde o ano passado para gravar e agora conseguimos realizar esse trabalho lindo! Estou muito feliz por ele ter esperado, porque esta música é um sucesso”, comemora Anitta.
A ideia central partiu de uma conversa entre os cantores e o diretor, que quiseram que o clipe representasse o nordeste brasileiro de forma clássica. Por isso, a fotografia tem o papel de demonstrar esse sentimento que existe na região, exaltando a dança e mesclando o amor com a sensualidade. De acordo com Mess, a ideia era dar ao clipe um ar atemporal e fazer com que o público possa assisti-lo daqui a dez anos e ainda sentir que o tempo não passou.

## Promoção
A canção completa foi executada pela primeira vez em Bragança Paulista, em 12 de abril de 2018. Anteriormente, em 12 de outubro de 2017, Wesley já havia cantado um trecho no Bloco Vai Safadão em Florianópolis. Apresentou a primeira vez na TV no programa Altas Horas, da Rede Globo. Na semana seguinte esteve no Caldeirão do Huck e cantou a música junto com Anitta. Pouco depois foi ao Domingão do Faustão, onde também mostrou o hit.
Os grupos de dança FitDance e Cia. Daniel Saboya lançaram vídeos desenvolvendo a coreografia da canção.

## Desempenho comercial
Foi a quarta música mais escutada do Brasil no Spotify e tem mais de 60 milhões de plays. Ainda nesta plataforma, foi a 38ª música mais escutada do mundo e foi destaque também em Portugal (23º), Uruguai (25º) e Paraguai (34º). Com três semanas de lançado, o clipe passou de 50 milhões de visualizações no YouTube. Ultrapassou as 100 milhões de exibições em 26 de maio de 2018. A música foi a mais vendida no iTunes Store durante sete dias.

## Faixas e formatos
"Romance com Safadeza" foi lançada como single em streaming e para download digital, contendo somente a faixa, com duração total de dois minutos e cinquenta e dois segundos.
| Streaming e download digital |                        |                                                                     |         |  |
| N.º                          | Título                 | Compositor(es)                                                      | Duração |  |
| 1.                           | "Romance com Safadeza" | Thales Lessa Junior Pepato Júnior Angelim Lari Ferreira Rafa Borges | 2:52    |  |

## Créditos
| Todos os dados abaixo foram retirados do site oficial do artista. - Produção musical: Wesley Safadão, Rod Bala e Jeimes Teixeira - Composição: Thales Lessa, Junior Pepato, Júnior Angelim, Lari Ferreira e Rafa Borges - Rod Bala e Rafinha Batera: bateria - Diego Lobinho: teclados - Raoni Moreno: guitarra | - Guilherme Santana: baixo - Berg Félix: sanfona - Rodrigo Quebradeira: percussão - Itaro Tito: trombone - Koreano Trompete: trompete - Paulo Queiroz (Bob): saxofone - Arantes Rodrigues e Lidiane Castro: vocais de apoio |

## Desempenho nas tabelas musicais

### Paradas semanais
| Tabela musical (2018)                     | Melhor posição |
| ----------------------------------------- | -------------- |
| Brasil (Billboard Brasil Hot 100 Airplay) | 14             |
| Brasil (Top 50 Streaming Mensal)          | 4              |

## Histórico de lançamento
| Região | Data                | Formato(s)                           | Gravadora |
| ------ | ------------------- | ------------------------------------ | --------- |
| Brasil | 13 de abril de 2018 | Download digital [ 1 ] airplay [ 2 ] | Som Livre |